# 范懋柱
范懋柱（约1718年—1788年），字汉衡。清朝藏書家。
浙江鄞县（今属宁波市海曙区）人，范欽八世孫。早年曾是诸生。乾隆帝詔修《四庫全書》時，范懋柱進呈天一阁珍本638種，絕大多數未歸還。乾隆特賜《古今图书集成》一部。